# Аскольд (срібна монета)
«Аско́льд» — пам'ятна срібна монета номіналом 10 гривень, випущена Національним банком України, присвячена правителю Київської держави князю Аскольду (? — 882).
Монету введено в обіг 30 червня 1999 року. Вона належить до серії «Княжа Україна».

## Опис монети та характеристики
| Номінал грн. | Метал  | Маса, г      | Діаметр, мм | Якість виготовлення | Гурт     | Тираж, штук |
| ------------ | ------ | ------------ | ----------- | ------------------- | -------- | ----------- |
| 10           | срібло | 31,1 / 33,62 | 38,61       | пруф                | рифлений | 10 000      |

### Аверс
На аверсі монети в обрамленні давньоруського орнаменту розміщено зображення малого Державного герба України та прямий стилізований напис: «УКРАЇНА», «10», «ГРИВЕНЬ», позначення та проба металу — «Ag 925» і його вага у чистоті — «31,1».

### Реверс

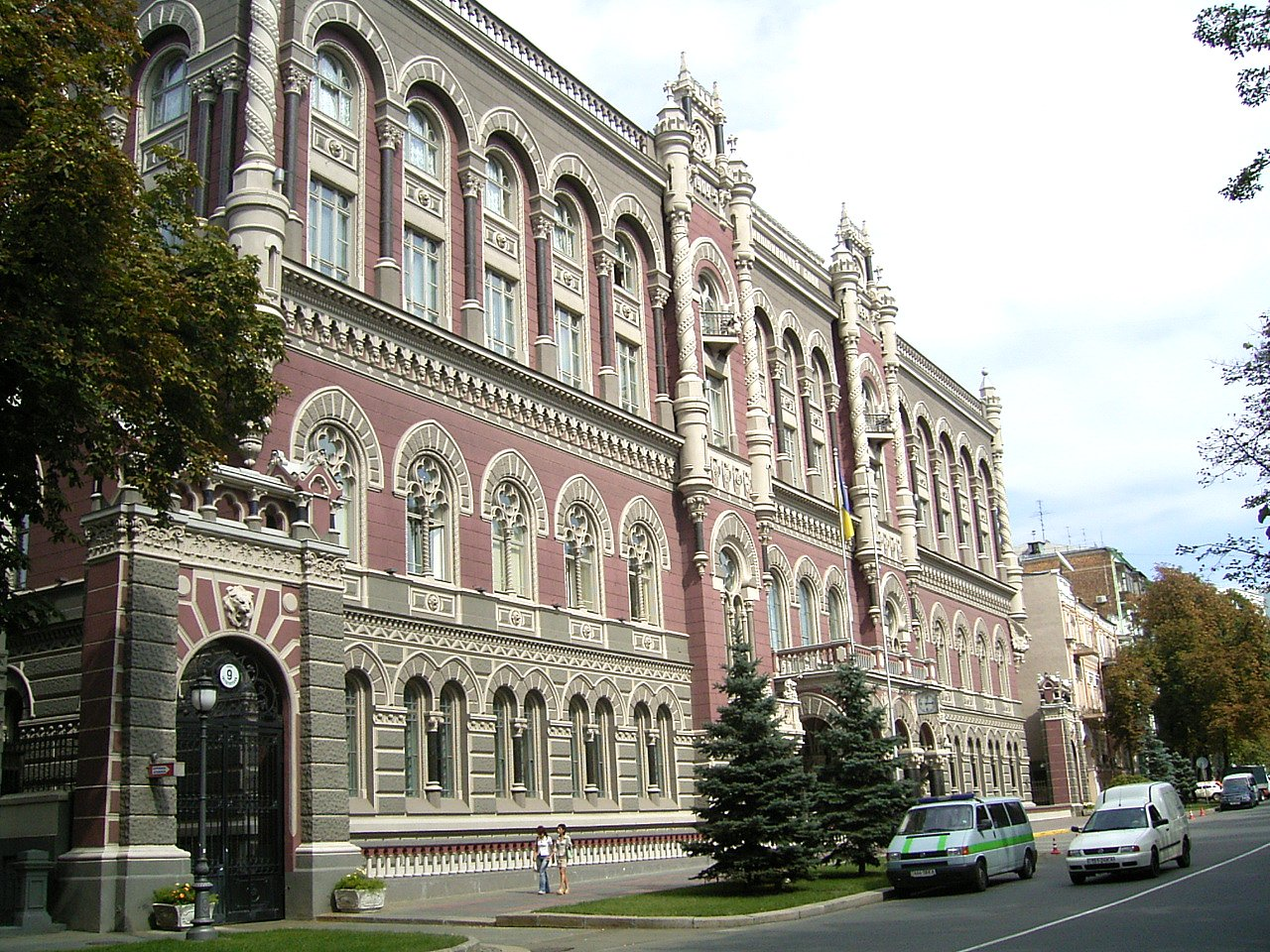
Будівля Національного банку України

На реверсі монети на тлі імітованого сувою зображено у лицарському обладунку князя, що спрямовує у морський похід своїх дружинників. На монеті розміщено прямі стилізовані написи: «АСКОЛЬД ІХ ст.» (угорі) та «КНЯЖА УКРАЇНА» (унизу в два рядки).

## Автори
- Художники: Козаченко Віталій, Таран Володимир, Харук Олександр, Харук Сергій.
- Скульптор — Дем'яненко Володимир.

## Вартість монети
Ціна монети — 575 гривень була вказана на сайті Національного банку України в 2012 році.
Фактична приблизна вартість монети, з роками змінювалася так:
| Рік        | 2010 | 2011 | 2012 | 2013 | 2014 | 2015 | 2016 | 2017 | 2018  | 2019 | 2020 | 2021  | 2022  | 2023  | 2024  | 2025  |
| ---------- | ---- | ---- | ---- | ---- | ---- | ---- | ---- | ---- | ----- | ---- | ---- | ----- | ----- | ----- | ----- | ----- |
| Ціна, грн. | 400  | 500  | 550  | 570  | 500  | 800  | 870  | 950  | 1 150 | 900  | 900  | 1 100 | 1 260 | 1 880 | 3 050 | 3 200 |